# Dryops auriculatus
Dryops auriculatus är en skalbaggsart som först beskrevs av Geoffroy 1785.  Dryops auriculatus ingår i släktet Dryops, och familjen öronbaggar. Arten är reproducerande i Sverige.